# 58-й Венецианский кинофестиваль
58-й Венецианский международный кинофестиваль был проведён в Венеции, Италия с 29 августа по 8 сентября, 2001 года.

## Жюри
Главное жюри:
- Нанни Моретти (президент, Италия),
- Рума Гуха Такурта (Индия),
- Тейлор Хэкфорд (США),
- Сесилия Рот (Аргентина),
- Ежи Сколимовский (Польша),
- Жанна Балибар (Франция),
- Вибеке Винделов (Дания).

Жюри короткометражных фильмов:
- Франческа Коменчини (президент, Италия),
- Жак Кермабон (Франция),
- Марио Микело (Португалия).

Жюри «Луиджи Де Лаурентис»:
- Седрик Кан (президент, Франция),
- Франческо Кастти (Италия),
- Джафар Панахи (Иран),
- Жан-Лу Фелисиоли (Франция),
- Рут Витале (США).

Жюри
- Шигехито Хасуми (президент, Япония),
- Пиера Дитасис (Италия),
- Эмануэл Леви (США),
- Гэвин Смит (Великобритания),
- Мишель Симан (Франция).

## Фильмы-участницы
- Кто Вы? режиссёр Жуан Бутелью
- Другие фильм Алехандро Аменабар
- Садист фильм Ларри Кларк
- Пробуждение жизни режиссёр Ричард Линклейтер
- И твою маму тоже режиссёр Альфонсо Куарон
- Триумф любви режиссёр Клер Пиплоу
- Как Гарри превратился в дерево режиссёр Горан Паскалевич
- Далеко режиссёр Андре Тешине
- Рай режиссёр Амос Гитай
- Навигаторы режиссёр Кен Лоуч
- Свет моих очей режиссёр Джузеппе Пиччиони
- Адрес неизвестен режиссёр Ким Ки Дук
- Вечер палача режиссёр Лучиан Пинтилие
- Голливуд Гонконг режиссёр Фрут Чан
- Собачья жара режиссёр Ульрих Зайдль
- Красная луна режиссёр Антонио Капуано
- Тайное голосование режиссёр Бабак Паями
- Дикая невинность режиссёр Филипп Гаррель
- Последнее солнце режиссёр Вальтер Саллес

## Награды и призы
- Золотой лев за лучший фильм: Свадьба в сезон дождей режиссёр Мира Наир
- Особый приз жюри: Собачья жара режиссёр Ульрих Зайдль
- Специальная режиссёрская награда: Бабак Паями — Тайное голосование (Raye Makhfi)
- Кубок Вольпи за лучшую мужскую роль: Луиджи Ло Кашо — Свет моих очей
- Кубок Вольпи за лучшую женскую роль: Сандра Чеккарелли — Свет моих очей
- Премия Марчелло Мастрояни: Гаэль Гарсия Берналь и Диего Луна — И твою маму тоже
- Золотой лев за вклад в мировой кинематограф: Эрик Ромер